# Gérard Saint

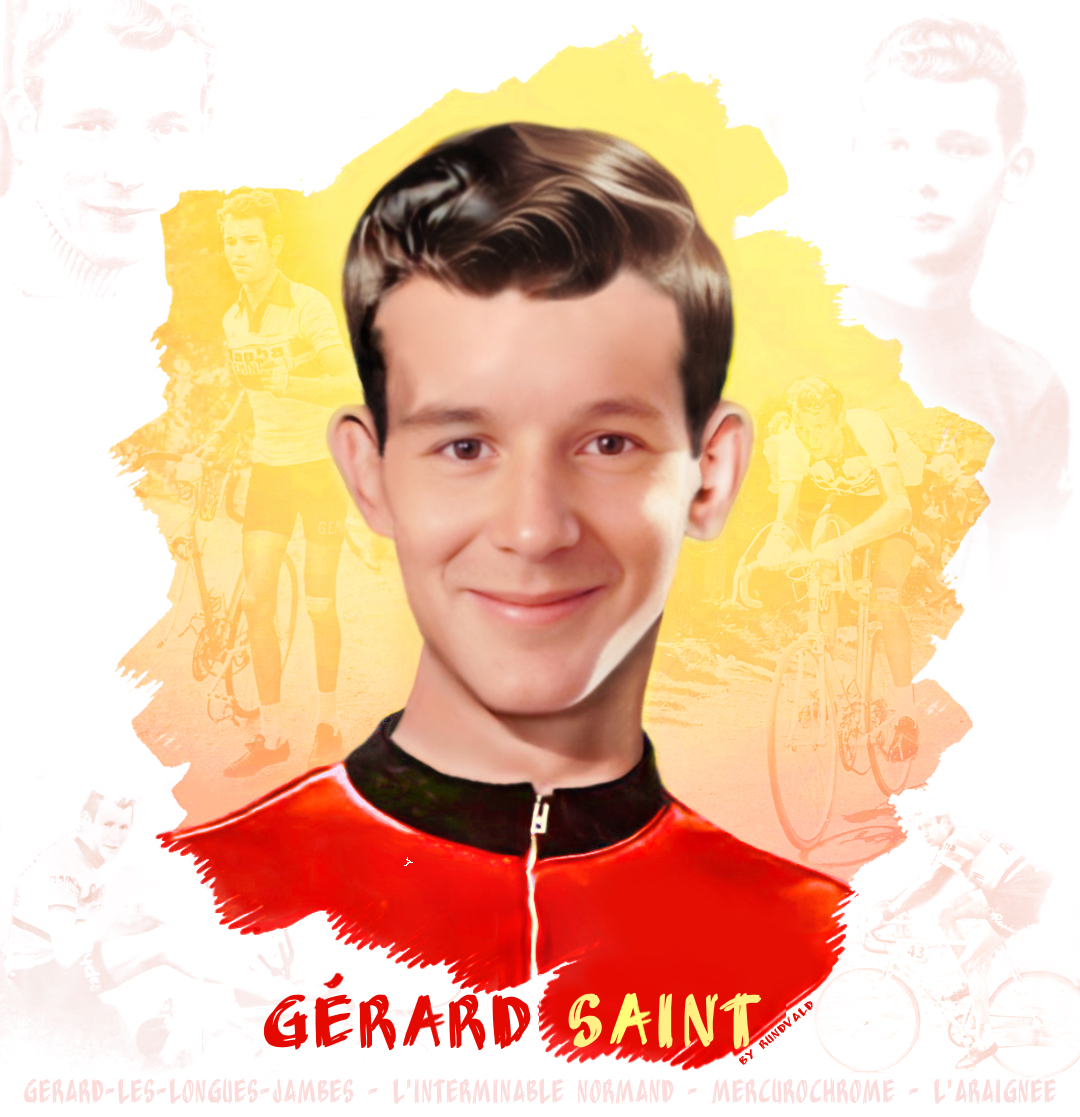
Gérard Saint

Gérard Saint (* 11. Juli 1935 in Argentan; † 16. März 1960 in Le Mans) war ein französischer Radrennfahrer.
Gérard Saint galt in der zweiten Hälfte der 1950er Jahre als vielversprechendes Talent, schon als Amateur konnte er bis 1954 zahlreiche Siege verbuchen. 1955 gewann er den Grand Prix de France, 1957 die Luxemburg-Rundfahrt, die Tour de l’Ariège und den Circuit des Trois Provinces, 1958 den Circuit de l'Aulne sowie 1959 das Einzelzeitfahren Manche–Océan. Zudem belegte er bei renommierten Rennen zahlreiche Podiumsplätze, so 1958 den dritten Platz beim Trofeo Baracchi (mit Roger Rivière).
1959 wurde Saint Zweiter bei Paris–Nizza, startete bei den Straßen-Weltmeisterschaften in Zandvoort und wurde 40. Im selben Jahr fuhr der große und schlaksige Saint (1,91 Meter, 75 kg) die Tour de France und erhielt als Erster die neu eingeführte Auszeichnung als „kämpferischster Fahrer“, in der Gesamtwertung belegte er Rang neun.
Im Jahr darauf kam der 24-jährige Gérard Saint ums Leben, als er in der Nähe von Le Mans mit seinem Auto vor einen Baum fuhr. Das Stadion seiner Heimatstadt Argentan trägt heute seinen Namen.